# Tetrastichus septentrionalis
Tetrastichus septentrionalis är en stekelart som beskrevs av Yang 2001. Tetrastichus septentrionalis ingår i släktet Tetrastichus och familjen finglanssteklar. Inga underarter finns listade i Catalogue of Life.